# Danis Tanović
Danis Tanović es un guionista y director de cine bosnio, nacido en 1969 en Zenica.

## Biografía
Danis Tanović, nacido en la ciudad bosnia de Zenica, de padres bosnios, se crio en Sarajevo, donde también recibió su educación primaria y secundaria. Asistió a la Universidad de Sarajevo, Conservatorio de Música, donde aprendió a tocar el piano.
Más tarde, Tanović decidió estudiar en la Academia de Artes de Teatro de Sarajevo. Sin embargo, debido al asedio de Sarajevo, Tanović se vio obligado a dejar sus estudios en 1992.
Inmediatamente después, Tanović se unió a un equipo de filmación que siguió al ejército de Bosnia y Herzegovina, yendo a misiones peligrosas. El material que Tanović y el equipo de filmación produjeron en aquel entonces ha sido utilizado en numerosas películas y noticias sobre el asedio de Sarajevo y la guerra de Bosnia. 
A finales de 1994, Tanović dejó el equipo de filmación donde había trabajado más de dos años. Un año más tarde, Tanović decidió reanudar sus estudios, esta vez en Bruselas, la capital de Bélgica. En 1997, Tanović completó sus estudios en Bruselas con excelentes notas. Durante sus estudios hizo varios documentales, aclamados por la crítica.
Poco después, Tanović empezó a grabar su primera película, En tierra de nadie. Él escribió el guion y dirigió la película, que se terminó en 2001 y se estrenó en el Festival de Cannes de ese año. En tierra de nadie ganó el premio al mejor guion en el Festival de Cannes, seguido de numerosos premios, incluyendo el Óscar a la Mejor Película de Habla No Inglesa en 2001.
El segundo proyecto de Tanović fue L’Enfer, terminado en 2005, con guion de Krzysztof Kieślowski y Krzysztof Piesiewicz.
Tanović tiene doble ciudadanía belga y bosnia, y actualmente vive en Sarajevo, con su esposa y sus cuatro hijos. Vivió en París hasta 2007.
En marzo de 2008 Tanović anunció que iba a fundar un partido político, Naša Stranka, que comenzaría en las elecciones locales en octubre de 2008. Declaró sus motivaciones, como querer traer un cambio político al país. Su anuncio fue recibido positivamente.
En 2013 estrenó La mujer del chatarrero, una película basada en una historia real que retrata el drama social de sufrimiento humano y pobreza que le hizo acreedor del Gran Premio del Jurado en la Berlinale y del Oso de Plata al mejor actor para su protagonista Nazif Mujić

## Filmografía
- Hotel Europa (2016)
- Tigers (2014)
- La mujer del chatarrero (2013)
- Cirkus Columbia (2010)
- Triage (2009)
- Enfer, L' (2005)
- 11'9'01 September 11 (2002)
- En tierra de nadie (2001)
- Aube, L' (1996)

### Guionista
- La mujer del chatarrero (2013)
- Cirkus Columbia (2010)
- Triage (2009)
- 11'901 September 11 (2002)
- No Man's Land (2001)

## Premios y distinciones
Premios Óscar
| Año  | Categoría                                       | Película           | Resultado |
| ---- | ----------------------------------------------- | ------------------ | --------- |
| 2002 | Mejor película extranjera (de habla no inglesa) | En tierra de nadie | Ganador   |

Festival Internacional de Cine de San Sebastián
| Año  | Categoría                | Película           | Resultado |
| ---- | ------------------------ | ------------------ | --------- |
| 2001 | Premio Perla del Público | En tierra de nadie | Ganador   |

Festival Internacional de Cine de Cannes
| Año  | Categoría   | Película           | Resultado |
| ---- | ----------- | ------------------ | --------- |
| 2001 | Mejor Guion | En tierra de nadie | Ganador   |

Festival Internacional de Cine de Venecia
| Año  | Categoría            | Película              | Resultado |
| ---- | -------------------- | --------------------- | --------- |
| 2002 | Premio UNESCO        | 11'09"01 September 11 | Ganador   |
| 2010 | Premio CinemAvvenire | Cirkus Columbia       | Ganador   |